# Bomolocha penumbralis
Bomolocha penumbralis là một loài bướm đêm trong họ Noctuidae.